# Eduard Brunner

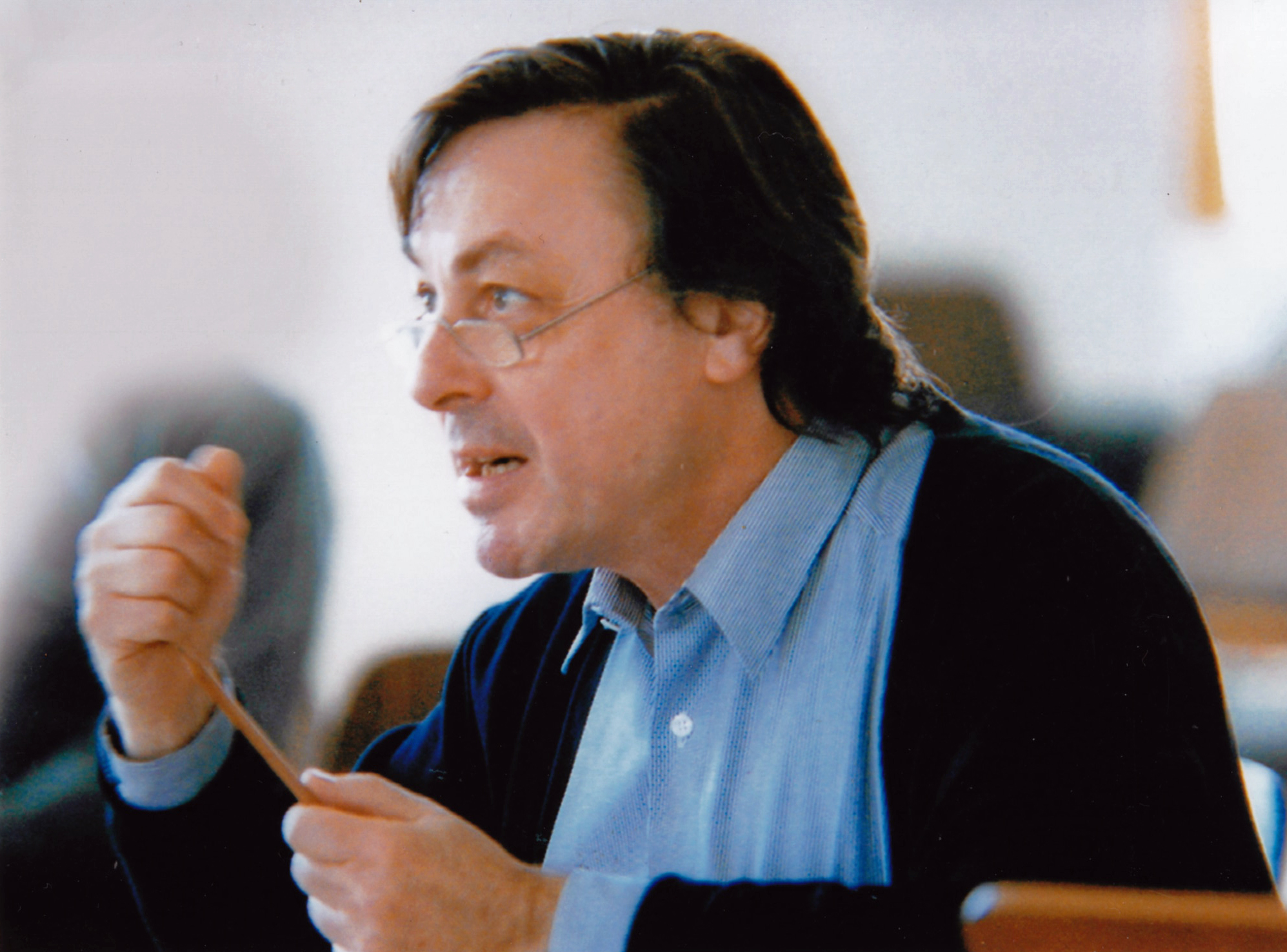
Eduard Brunner (nacido el 14 de julio de 1939 en Basilea - fallecido el 27 de abril de 2017 en Múnich) fue un clarinetista y profesor universitario suizo.

Eduard Brunner (14 de julio de 1939, Basilea - 27 de abril de 2017, Munich) fue un clarinetista suizo. 

## Biografía
Eduard Brunner inició su educación musical en su ciudad natal. Continuó sus estudios con Louis Cahuzac en el Conservatorio de París. Después ocupó durante treinta años el puesto de clarinete principal de la Orquesta Sinfónica de la Radio de Baviera de Múnich. 
Ocupó la plaza de profesor de clarinete y música de cámara de la Hochschule für Musik und Darstellende Kunst in Saarbrücken (Alemania). Sus compromisos concertísticos le llevaron a todas las partes del mundo, tanto como solista como miembro de distintas formaciones de cámara. Participó habitualmente en los festivales de música de Löckenhaus, Viena, Moscú, Varsovia, Schleswig-Holstein, Berlín, etc.
Impartió multitud de clases magistrales en distintos países y grabó numerosas obras para clarinete. Recientemente grabó la obra completa para clarinete de Carl Starnitz y de L. Spohr. Brunner fue uno de los músicos más eminentes de su tiempo, por lo que influyó en varios artistas y encargó un gran número de obras que han pasado a engrosar el repertorio de clarinete, a compositores como Lachenmann, Yun, Denisow, Francaix, Kantcheli, etc.
- Datos: Q116668
- Multimedia: Eduard Brunner / Q116668